# Perpetuum mobile (album)
 (avril 2021).
Si vous disposez d'ouvrages ou d'articles de référence ou si vous connaissez des sites web de qualité traitant du thème abordé ici, merci de compléter l'article en donnant les références utiles à sa vérifiabilité et en les liant à la section « Notes et références ».
Pour les articles homonymes, voir Perpetuum mobile.
Albums de Einstürzende Neubauten
Silence Is Sexy
(2000) Alles wieder offen
(2007)

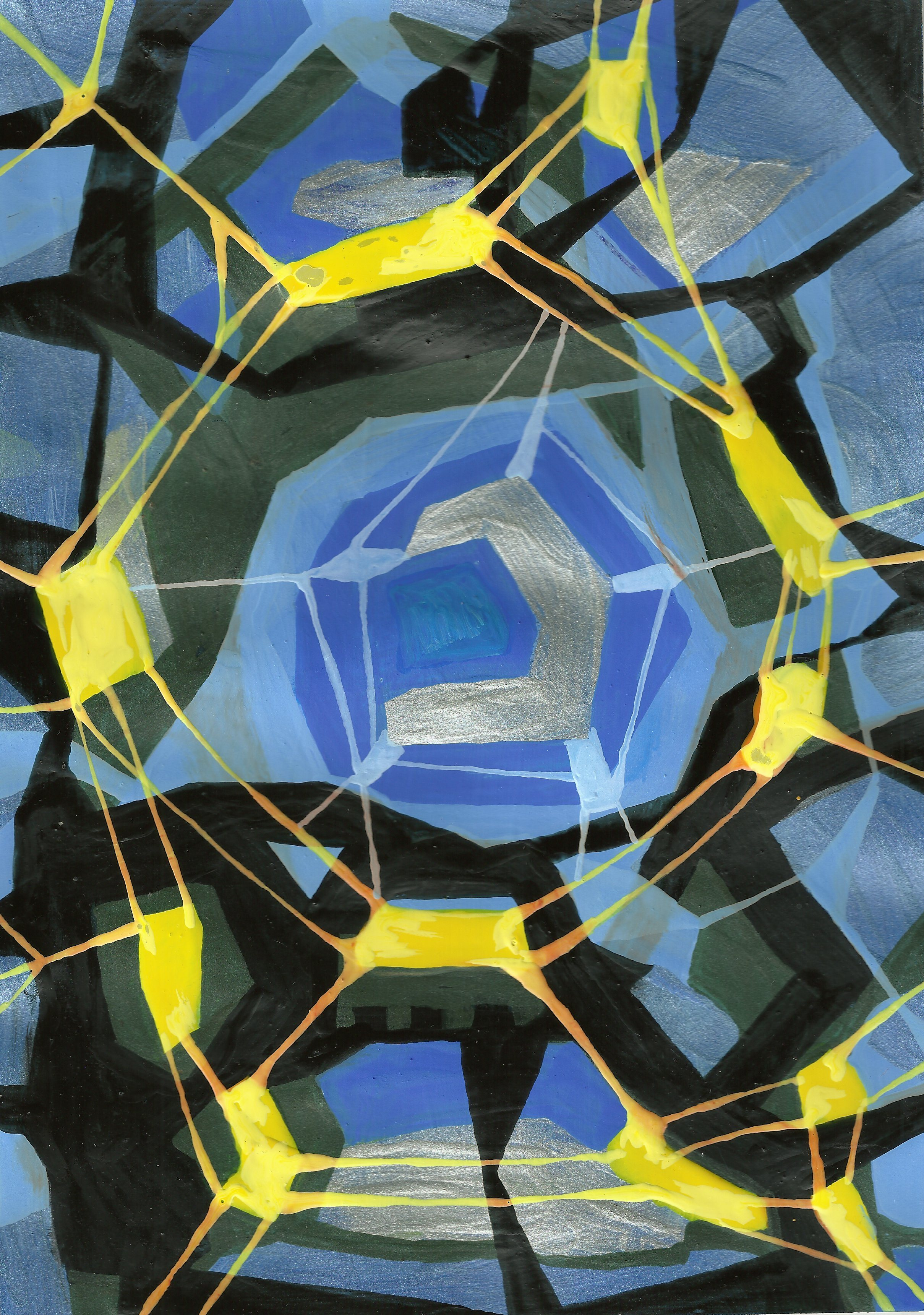
cover de l'album

Perpetuum mobile (« Mouvement perpétuel » en latin) est le dixième album studio du groupe de musique industrielle Einstürzende Neubauten, sorti en 2004.

## Titres
Les douze titres de cet album sont :
1. Ich gehe jetzt – 3:31
2. Perpetuum Mobile – 13:41
3. Ein leichtes leises Säuseln – 4:31
4. Selbstportrait mit Kater – 6:12
5. Boreas – 3:59
6. Ein seltener Vogel – 9:14
7. Ozean und Brandung – 3:44
8. Paradiesseits – 4:07
9. Youme & Meyou – 4:39
10. Der Weg ins Freie – 4:04
11. Dead Friends (Around the Corner) – 5:14
12. Grundstück – 3:41

## Musiciens
- Blixa Bargeld – chant, guitare
- Alexander Hacke – basse, chant
- N.U. Unruh – percussion, chant
- Jochen Arbeit – guitare, chant
- Rudolph Moser – percussion, chant